# Saison 35 d'Alerte Cobra
Chronologie
Saison 34 Saison 36
Cet article présente le guide des épisodes la trente-cinquième saison de la série télévisée Alerte Cobra.

## Distribution

### Acteurs principaux
- Erdoğan Atalay (VFB: Frédéric Meaux) : Sami Gerçan (inspecteur)
- Vinzenz Kiefer (VFB: Pierre Lognay) : Alex Brandt (inspecteur)

### Acteurs récurrents
- Katja Woywood (VFB: Valérie Muzzi) : Kim Krüger (chef de service)
- Daniela Wutte (VFB: Marcha Van Boven) : Susanne König (secrétaire)
- Gottfried Vollmer (VFB: Raphaël Anciaux) : Boris Bonrath (brigadier)
- Katrin Heß (VFB: Fanny Roy) : Jenny Dorn (brigadier)
- Niels Kurvin (VFB: Bruno Mullenaerts) : Armand Freund (police scientifique)
- Kerstin Thielemann (VFB ) : Isolde Maria Schrankmann (procureure générale)
- Carina Wiese (VFB: Carole Baillien): Andréa Gerçan (femme de Sami)

## Diffusion
En Allemagne, la saison a été diffusée du 27 mars 2014 au 15 mai 2014, sur RTL Television.
En France, la saison a été diffusée du 20 avril 2015 au 29 avril 2015 sur TMC.

## Épisodes

### Épisode 1:Hors de Contrôle
- Allemagne : 27 mars 2014 sur RTL Television
- France : 20 et 21 avril 2015 sur TMC

Sami est anéanti par sa séparation avec Andréa, qui l'a laissée dans un état psychique et émotionnel déplorable. 
Il doit cependant se lancer à la poursuite d’un meurtrier en fuite. Paul Meinhard, l'homme accusé de meurtre, s’est évadé de prison pour prouver son innocence. Celui-ci sollicite alors l'aide d'Alex Brandt, son ancien compagnon de cellule et ancien  policier condamné à deux ans en prison pour un crime qu'il n'a pas commis, afin de retrouver le véritable coupable.
Après une première rencontre explosive, Sami doit collaborer avec Brandt sur cette affaire quand Meinhard, désespéré, prend les passagers d’un bateau en otage pour exiger que la police reprenne l’enquête du meurtre pour lequel il est accusé.
Les deux hommes découvrent des incohérences et ne tardent pas à identifier le véritable meurtrier, le chef d’un groupe d’activistes écologiques qui mène plusieurs actions violentes contre l’entreprise énergétique Tribeco, l’ancien employeur de Meinhard.

### Épisode 2:Le Corps du délit
- Allemagne : 3 avril 2014 sur RTL Television
- France : 22 avril 2015 sur TMC

### Épisode 3:Chasse à l'homme
- Allemagne : 10 avril 2014 sur RTL Television
- France : 23 avril 2015 sur TMC

Pendant qu'Alex interroge un homme lié à son passé, Sami se rend à l'anniversaire de son oncle Ömer avec Andréa, celle-ci ayant accepté, à contrecœur, de l'accompagner sans révéler à la famille de son mari qu'ils sont séparés. Au cours de la fête, Robert, le nouveau compagnon d'Andréa, arrive à l'improviste, à la grande stupeur de la famille de Sami, qui entre dans une colère noire. 

### Épisode 4:Le prix à payer
- Allemagne : 17 avril 2014 sur RTL Television
- France : 24 avril 2015 sur TMC

Alors qu'ils se trouvent au tribunal de grande instance de Cologne, Sami et Alex sont témoins d’une fusillade dans une salle d’audience. Le tireur prend la fuite mais ils parviennent à l’arrêter. 
Ils doivent ensuite déterminer comment il a pu introduire une arme dans le tribunal, malgré les mesures de sécurité en vigueur dans l'établissement. Il s’avère que le criminel, dénommé Maxim Bohrmann, a recouvert son arme d’un revêtement spécial, qui permet de la rendre indétectable par les appareils de surveillance. Alors qu'il est interrogé par la police, Bohrmann demande sa libération immédiate, sinon ses complices vendront son revêtement au terroriste le plus offrant. 

### Épisode 5:La bande des cinq
- Allemagne : 24 avril 2014 sur RTL Television
- France : 27 avril 2015 sur TMC

La brigade autoroutière de Cologne fête ses 30 ans. L'heure est à la fête au sein du commissariat quand Sami reçoit un appel de Sina, une amie d’enfance qui prétend être en danger. 
Il se rend alors sur une aire d’autoroute pour la retrouver et constate qu’elle est en pleine panique. Sina lui explique qu’elle a un problème mais ne peut pas impliquer la police, celui-ci étant lié à une sombre affaire de leur passé. Elle lui tend alors une enveloppe contenant une vieille photo de leur ancienne bande d'amis, la "Bande des Cinq". Mais avant qu'elle ne puisse confier à Sami de plus amples explications, Sina est victime d’une tentative de meurtre. 

### Épisode 6:Tournoi à l'américaine
- Allemagne : 8 mai 2014 sur RTL Television
- France : 28 avril 2015 sur TMC

Au cours d'un tournoi international opposant une équipe de policiers américains de la California Highway Patrol à la brigade autoroutière de Cologne, une inspectrice américaine nommée Jessie croit reconnaître parmi les spectateurs Sam, son ex-mari déclaré mort plusieurs années auparavant. Jessie, Alex et Sami se lancent à sa poursuite mais il parvient à s’échapper. 
Les deux inspecteurs aident leur collègue américaine à découvrir la vérité et découvrent bientôt que le mari de Jessie avait simulé sa mort pour d’échapper à un dangereux criminel qui voulait se venger de lui. 

### Épisode 7:Les morts ne reviennent pas
- Allemagne : 15 mai 2014 sur RTL Television
- France : 29 avril 2015 sur TMC

Alex et Sami tombent sur un trafic de drogue dans une gare. Alex voit alors resurgir un fantôme de son passé quand il reconnaît le dealer, censé être mort. Il avait en effet conduit à l'incarcération d'Alex. Il parvient cependant à s'échapper.
Alex, choqué par cette découverte, remet tout en question. Si ce dealer est encore en vie, il envisage alors que tout était une mise en scène et que ses deux anciens collègues, qui l’avaient piégés, sont eux aussi toujours vivants. 